# لوچوتسی
لوچوتسی (به صربی: Ločevci) یک منطقهٔ مسکونی در صربستان است که در ناحیه موراویتسا واقع شده‌است. لوچوتسی ۹۰ نفر جمعیت دارد.